# Metropolitano de Qingdao
O Metrô de Qingdao é um sistema de metropolitano em construção na cidade chinesa de Qingdao. A primeira etapa é prevista estar concluída em 2016.